# Trycksmörjning
Trycksmörjning är ett system för smörjning av motorer där olja pumpas till avsedda ställen på motorn med hjälp av en pump. 